# 爆発! 暴走族
『爆発! 暴走族』(ばくはつ ぼうそうぞく)は、1975年9月20日に東映で公開された日本映画。カラー、86分。岩城滉一主演の暴走族シリーズ第一弾。監督・石井輝男。

## 概要
岩城滉一初主演映画で、暴走族の実態をセミドキュメンタリータッチで描く。

## キャスト
- 岩城滉一(ブラックパンサー・リーダー)：岩城滉一
- 津上雅之(元世界的レーサー・路子の兄)：千葉真一
- 路子(岩城の恋人)：藍とも子

＜紅バラ会＞
- 光田(紅バラ会・後「地獄」に加入・岩城に敵愾心を持つ)：夏夕介
- 真弓(紅バラ会暴走族の女王蜂・岩城に気がある)：松平純子

＜暴走族ブラックパンサー＞
- 関口俊一(シュン・岩城のツレ・ガソリンスタンドの息子)：豊岡晋
- 新一(路子の幼なじみ)：町田政則
- アキ(元紅バラ会)：横尾昭彦
- マサミ(マチャミ・元紅バラ会・帽子)：玉川雅己
- ユウジ(元地獄メンバー)：玉蟲裕司
- ヒサヤ(元地獄メンバー)：中村久也
- トヨカズ：赤石豊和
- カオル：村山薫

＜地獄グループ＞
- 赤川(卍ハゲ・サングラス)：貝ノ瀬一夫
- 矢間(サングラス・歯ブラシ)：津森正夫

＜その他＞
- 都(モータース店主・岩城の雇い主)：名和宏
- 民子(俊一の母)：初井言栄

## スタッフ
- 監督：石井輝男
- 脚本：松本功、石井輝男
- 企画：矢部恒
- 撮影：山沢義一
- 美術：藤田博
- 録音：井上賢三
- 音楽：三保敬太郎
- 照明：萩原猶義
- 編集：祖田富美夫
- 助監督：森光正

## 製作

### 企画
暴走族と呼ばれる若者たちが社会現象としてメディアに取り上げられるようになった1975年、機を見るに敏な東映は暴走族映画の製作を決定。同年春にロックバンド・キャロル」の解散コンサートでキャロルの親衛隊として一躍名を売ったバイクチーム・クールスの副団長岩城滉一がハーレーダビッドソンに乗った写真を『平凡パンチ』と『週刊プレイボーイ』で見て、「70万円やるから映画に出ないか」と岩城を誘い、主演デビュー作として本作を企画した。
岡田茂東映社長は"生もの"が好き。「旬のもの、いま流行っているものをドラマにしろ。添え物だから何をやってもいい。ポルノだろうがアクションでも何でもいいから、普段劇場に来ないお客を吸収して、メインのヤクザ映画を観てもらって『ヤクザ映画も観ると面白いな』と思ってもらうという所へ持って行け」という作戦を立て、現場に指示を出していた。「世間から叩かれている暴走族はピッタリ」と企画が成立、暴走族は岡田の提唱する"不良性感度"そのものだった。『爆発! 暴走遊戯』の助監督・佐伯俊道は「岡田社長は当時、効率の悪い東西二つの撮影所のどちらか一つを潰すという明確な方針を持っていた。東映京都撮影所が太秦映画村で起死回生で大当たりを取って、東映東京撮影所の危機意識を物凄いものがあった」、「企画の始まりは柳町光男監督の『ゴッド・スピード・ユー! BLACK EMPEROR』がありき。あと岩城滉一を売る」などと述べている。『ゴッド・スピード・ユー! BLACK EMPEROR』の一般公開は1976年だが、映画自体は本作製作前に完成していた。『ゴッド・スピード・ユー! BLACK EMPEROR』を東映が買い取ったのは、東映が暴走族映画の製作を決定したからである。
「ヤクザ映画」が岡田の指示により「任侠路線」から「実録路線」へ転換したように、それまでの「不良番長シリーズ」「女番長(スケバン)シリーズ」で扱った東映のバイクアクションもまた岡田の指令によって、よりリアルなテイストの「暴走族シリーズ」へと転換していくことになった。「暴走族」を商売にする上で、それを支える材料として欠かせないのが岩城滉一の存在だった。普段ならスタントが必要になる運転も一通りこなせるバイカー・岩城の存在を最も強くアピールできるのが「暴走族シリーズ」だったのである。　

### キャスティング
精悍なマスクとバイクの運転テクニックが買われた岩城はいきなり主演デビューが決定。しかし東映のスクリーンに全く馴染みのない岩城ゆえに、キャストのトップには千葉真一を据え、予告編はあたかも千葉の主演であるかのように作られた。当時24歳の岩城は無免許運転時代を含めて運転歴10年。逮捕・補導歴15回を自称。「160kmぐらいでブッ飛ばしているときが何といっても最高だぜ」と言い放つスピード狂で、本物のバイカーを役者にするという前例はなく、『キネマ旬報』は「風変わりなスターの誕生」と評した。

### 監督
「まったく新しい冒険的な企画を任せられるのは石井輝男しかいない」という岡田社長の判断で、監督には石井が抜擢された。若者好きで新しがりやの岡田の新企画の生贄に、何故かよく白羽の矢が立てられるのが石井である。本作は「不良番長シリーズ」との共通性もあり、監督には野田幸男が適役と見られたが、野田は予算や時間をオーバーすることが多く岡田からあまり信頼されていなかった。石井は破天荒な逸話の数々でも知られるが、予算やフィルム許容量、時間などをキッチリ守る人で、岡田からの信頼も厚かった。当時51歳で百戦錬磨のベテラン石井がこのような若者映画を撮ったのはこのような事情による。石井は「暴走族に興味がなかった」と話しており、岡田からのお仕着せ企画に、スタッフに対する態度の悪さに腹を立てるなど荒れたといわれる。石井と親しかった杉作J太郎は「大監督がなぜ？と当時、不思議に思った人は多かったと思う。銀行の頭取クラスの老紳士がファミレスの真ん中で酒を飲んでるような印象。でも石井さんに何度か家に送ってもらったけど、片側一車線の世田谷通りをグイグイ飛ばすスピード狂なんです。どんな若者よりも気が若い人だった」と話している。

### 脚本
脚本には「不良番長シリーズ」の松本功が起用され、暴走族が土曜の夜に何故バイクを走らせるのか、普段は何をしているのかといった暴走族の生態を紹介する基礎知識編というべき作りとなっている。この点はふざけた要素はないが、一方で乱交パーティや野外セックスなど、"スリル・スピード・セックス"といったいかにも東映調の展開も見られる。

### 撮影
全国の暴走族やバイカー集団に応援出演を呼びかけると、「解散記念に出演したい」「これを機会に大いにグループ名を売りたい」などと売り込みが殺到。安いギャラでも出演OKとするグループが多く、東映を大喜びさせた。警察はカンカンに怒っていたといわれる。岡田茂の提唱する"不良性感度"路線は、遂に各地の本物の暴走族グループを集結させるに至った。大量のバイクの走行シーンを撮るには、様々な条件をクリアしていかなければならないため、走行シーンの撮影は大半、東京撮影所内をサーキット代わりにして撮影が行われた。現在の東京撮影所の道を挟んだプラッツ大泉と東映アニメーションミュージアムなどのある場所には、当時は巨大な銀座の街のオープンセットがあったため、街中をバイクで走るシーンはここで撮影された。現在ほど民家が密集していないとはいえ、耳をつんざくような排気音をあたりに響かせたため撮影に難航した。クライマックスには、当時の現役暴走族の一般道での走行シーンが次々に登場し、風俗資料としての希少性も高い。町田政則は「この後暴走族が流行って事件が結構起こったりしたから、お母さん連中が騒いじゃったんです。大勢で走るような贅沢なバイクの走行シーンを撮るのは今では無理でしょう。悪い方に行かなければ、本当にかっこいいと思うんですけど」などと述べている。俳優の町田らは暴走族ではないが、ヘルメットを被っているとサマにならず、そうなると吹き替えもできないため撮影所で練習し、首都高速などもメットなしで走った。俳優は練習で転倒しバイクを壊す者が多く、町田は暴走族シリーズは「何度も死にかけた」と話しており、お金もかなりかかったという。石井監督は厳しく、出演者は毎回オーディションがあったという。岩城滉一は「僕らにはスタントマンなんていなかったから、自分たちで走ってね。本番中にバイクに追いかけられて、なんだしつこい役者だなって、食ってかかろうとしたら、本物の警官だったり。いろんなグループを一挙に集めたもんだから、撮影所内で乱闘になったり。地元の暴走族が『おまえら余所の者が、俺らの地元に来て、なんで俺らを使わないんだ』と、あるグループに一回さらわれたことがあってね（要するに映画に出たかったわけで）、プロデューサーに紹介するから明日来いよって。それで話はついたんだけどね」などと撮影時の思い出を述べている。

## 興行成績
「トラック野郎シリーズ」第一作『トラック野郎・御意見無用』と『神戸国際ギャング』の間に公開され、同時上映は『男組』。公開時期は良い時期ではないが、ヤクザ映画の添え物映画ではなく、メイン作品として公開された。ヤング中心の吸引で休日のかぶり方が大きく、平日は下降の傾向が出た。しかし休日の成績は高かった。1億円近い利益を出したとされ、『男組』ともども好評で、さっそく岩城と東映専属契約を結び、すぐに続編製作も決定した。

## 作品の評価
- 川本三郎は「全国各地から旗を立て、ほんものの暴走族が東京に集結し、東京の路上を占拠する様は、まるで百姓一揆。映画の中ではわずか数分だが、さすがに映画の中で唯一迫力のあるところ。ただ、肝心のフィクション部分は"暴走"シーンなどはまるでなく、ひどく大人しい。この映画の面白いところは彼らがオートバイに乗っていない時の冴えない姿を大きく扱っているところ。これが実にいい。暴走族出身という新人の岩城滉一もシロウトくさくていい」などと評した[30]。

## 影響
東映の暴走族映画は1970年代に、岩城主演で本作を含め4本、舘ひろし主演で『皮ジャン反抗族』など4本が製作された。暴走族漫画が現れるのは1980年代以降で、実写化するケースが増えるのも1980年代以降であるため、これらは1980年前後に最盛期を迎えた暴走族に先立つ1970年代に孤立する作品群と評される。またそれまでの映画の役柄のため、俳優がバイクを練習したというのではなく、実際のバイカーをスカウトして映画俳優にしたという特徴を持ち、これらシリーズの功績として、"不良性感度"の高い若者がストリートで注目を浴び、やがて芸能界に進む道程を作ったことが挙げられる。
また本作は一部で「東映マシン路線」「東映70年代メカニック路線」などと呼ばれる作品群の先鞭を付けた映画と評価される。本作公開後の11月に公開された『新仁義なき戦い 組長の首』を観た岡田茂が京都撮影所でも「カーアクションで映画を作れ」と指示し、深作欣二監督が『暴走パニック 大激突』を、中島貞夫監督が『狂った野獣』を製作した。この二作品の興行が振るわず「東映マシン路線」は一年で終了したが、一部がカルト映画化した。また自主映画の『ゴッド・スピード・ユー! BLACK EMPEROR』や『狂い咲きサンダーロード』を東映が買い取って配給したのもこの流れによるものである。

## 同時上映
- 『男組』
  - 主演：星正人
  - 監督：内藤誠

## 逸話
- 本作の撮影は東映東京撮影所で『新幹線大爆破』『トラック野郎・御意見無用』に続いて行われたため、撮影所がカーショップのようになっていたという[26]。本作で岩城率いるブラックパンサーの暴走シーンの後ろに『トラック野郎・御意見無用』で使用された初代一番星号が映っている[38]。

## 映像ソフト
- 2010年3月21日に東映ビデオからDVDが発売された。

## 関連商品
- 2010年10月に、岩城滉一徹底監修のもと、やまとから本作の岩城を再現したフィギュアが発売されている[39]。